# Route nationale 18 (Argentine)
Pour les articles homonymes, voir Route nationale 18.

Tracé de la route nationale 18 argentine.

La route nationale 18 est une route argentine, qui traverse la Province d'Entre Ríos d'est en ouest, reliant San Benito au niveau de la route nationale 14 (km 240) à General Campos au niveau de la route nationale 12 (km 421). Elle a une longueur totale de 241 km.

## Localités traversées
Parcours : 241 km.
- Département de Paraná : 
  - accès à San Benito (es) (km 0), Colonia Avellaneda (km 14), Viale (es) (km 53) et à Tabossi (6 km par la route provinciale 32) .
- Département de Villaguay : 
  - accès à Villaguay (km 150) par la route provinciale 20 et à Villa Clara (km 170).
- Département de San Salvador : 
  - accès à San Salvador (km 204–209) et à General Campos (km 220).